# مسألة القيمة الحدية
مسألة القيمة الحدية (بالإنجليزية: Boundary value problem)‏ هي المسألة التي تسعى لحل المعادلات التفاضلية التي تُحَلْ بواسطة الشروط الحدية.
في مجال المعادلات التفاضلية في الرياضيات، مسألة القيمة الحدية هي معادلة تفاضلية مع مجموعة القيود الإضافية تسمى (الشروط الحدية). يعتبر حل مسألة القيمة الحدية حلا للمعادلة التفاضلية التي تحقق الشروط الحدية.

## شروط الحدية
أو الشروط الحدودية هي المعلومات التي تمكّن تحويل حل عام لمعادلة تفاضلية إلى حل خاص.
مثال على ذلك ؛ إذا كانت المعادلة معادلة تفاضلية عادية، ولدينا حلاً عاماً، فان الشروط الحدية تحدد حلا خاصا عن طريق اعطاء الثوابت الاختيارية قيماً مناسبة.
في كثير من الاحيان عندما تكون المعادلات التفاضلية عبارة عن مسألة فيزيائية فانها تحوي المكان والزمان، إذا كانت الشروط الحدية في زمن {\displaystyle \ t=0}، تسمى الشروط شروط ابتدائية.